# Star Cruiser (film, 2010)
Pour les articles homonymes, voir Star Cruiser.
Pour plus de détails, voir Fiche technique et Distribution.
Star Cruiser est un film allemand de science-fiction réalisé par Jack Moik, sorti en 2010.

## Synopsis
En 2630, l’empire Sykon et la confédération se livrent une guerre sans merci depuis 57 longues années. Le monde est vidé de ses ressources, les troupes sont épuisées, et la rumeur d’un soulèvement populaire se propage comme un virus. Seule issue possible : la Paix.
Désormais en marge de l’armée, l’ex-capitaine Rick Walker est devenu le mercenaire le plus doué de l’Empire. Engagé pour une simple mission de transport, il est loin d’imaginer que le sort de l’univers se trouve à bord de son vaisseau. Au milieu du chaos laissé par des années de guerre, il est notre seul espoir.